# Michal Dalecký
Michal Dalecký (Praga, Checoslovaquia, 30 de diciembre de 1968) es un deportista checo que compitió por Checoslovaquia en remo. Ganó tres medallas en el Campeonato Mundial de Remo entre los años 1991 y 1996.

## Palmarés internacional
| Representando a Checoslovaquia     |                          |                   |                    |
| Campeonato Mundial                 |                          |                   |                    |
| Año                                | Lugar                    | Medalla           | Prueba             |
| 1991                               | Viena (Austria)          | Medalla de bronce | Dos con timonel    |
| Representando a la República Checa |                          |                   |                    |
| Campeonato Mundial                 |                          |                   |                    |
| Año                                | Lugar                    | Medalla           | Prueba             |
| 1993                               | Račice (República Checa) | Medalla de plata  | Cuatro con timonel |
| 1996                               | Motherwell (Reino Unido) | Medalla de plata  | Cuatro con timonel |